# Hangu (Pakistan)
Hangu (paszto: ہنگو) – miasto w Pakistanie, w prowincji Chajber Pasztunchwa. W 1998 roku liczyło 31 029 mieszkańców.